# Rookie (EP)
Rookie è il quarto EP del gruppo musicale sudcoreano Red Velvet, pubblicato nel 2017.

## Tracce
1. Rookie – 3:17 (testo: Jo Yoon-kyung – musica: Jamil `Digi` Chammas, Leven Kali, Sara Forsberg, Karl Powell, Harrison Johnson, Russell Steedle, MZMC, Otha `Vakseen` Davis III, Tay Jasper)
2. Little Little – 3:59 (testo: JQ (Makeumine works), Park Sung-hee – musica: Gifty Dankwah, Bruce Fielder)
3. Happily Ever After – 3:21 (testo: Baek Geum-min (Song Carat), Lee Soo-jung (Song Carat) – musica: Sebastian Lundberg (Trinity Music), Fredrik Haggstam (Trinity Music), Johan Gustafsson (Trinity Music), Courtney Woolsey, Deez)
4. Talk to Me – 3:32 (testo: Lee Seu-ran – musica: Kervens Mazile, Annalise Morelli, Alina Smith, Mats Ymell)
5. Body Talk – 3:39 (testo: MisfitJo, Yoon-kyung – musica: Sebastian Lundberg, Fredrik Haggstam, Johan Gustafsson, Ylva Dimberg)
6. Wendy – Last Love (마지막 사랑?, Majimak SarangLR) – 4:54 (testo: Lee Hyun-kyu – musica: Park Geun-tae)

## Classifiche
| Classifica (2017) | Posizione massima |
| ----------------- | ----------------- |
| Corea del Sud     | 1                 |
| Giappone          | 43                |